# Aleksej Pavlovič Fedčenko
Aleksej Pavlovič Fedčenko (in russo Алексей Павлович Федченко?; Irkutsk, 19 febbraio 1844 – Monte Bianco, 31 agosto 1873) è stato un biologo ed esploratore russo conosciuto per i suoi viaggi in Asia centrale.
Traslitterazioni alternative del nome, usate soprattutto in tedesco, sono "Aleksei Pavlovich Fedtschenko" e "Alexei Pawlowitsch Fedtschenko".

## Biografia
Fedčenko nacque a Irkutsk, in Siberia, e dopo aver frequentato il ginnasio della città nativa proseguì l'istruzione presso l'università statale di Mosca specializzandosi in zoologia e geologia. Nel 1868 viaggiò in Turkestan, Samarcanda, Panjakent e valle del Zeravshan. Nel 1870 esplorò i monti Fan a sud del Zeravshan. Nel 1871 raggiunse la valle di Alaj a Daroot-Korgon dove ammirò il Pamir settentrionale, senza però riuscire a proseguire a sud. Poco dopo il suo ritorno in Europa morì sul Monte Bianco durante un'esplorazione in Francia.
Scoprì anche il ciclo di vita del Dracunculus medinensis che causa la dracunculiasi, più comunemente nota come malattia del verme della Guinea.
I racconti delle esplorazioni e delle scoperte effettuate da Fedčenko sono stati pubblicati dal governo russo: Viaggi nel Turkestan del 1874, Nel Khanato di Kokand del 1875 e Scoperte botaniche del 1876.
Il ghiacciaio Fedčenko situato nel Pamir prende da lui il nome, così come l'asteroide 3195 Fedchenko.

## Opere
- 1875, Puteshestvie v Turkestan; zoogeographicheskia izledovania. Gos. izd-vo Geograficheskoi Literatury, Mosca.